# Peloppiidae
Peloppiidae é uma família de ácaros pertencentes à ordem Sarcoptiformes.
Géneros:
- Ceratoppiella Hammer, 1977
- Metrioppia Grandjean, 1931
- Paenoppia Woolley & Higgins, 1965